# (2631) Zhejiang
(2631) Zhejiang (1980 TY5) est un astéroïde de la ceinture principale découvert le 7 octobre 1980 par l'observatoire de la Montagne Pourpre à Nankin. Il est le plus grand membre de la famille de Gefion.